# Rafael Oliveira
 Rafael de Souza Oliveira (sinh ngày 16 tháng 6 năm 1988 ở Nanuque, Brasil) là một cựu cầu thủ bóng đá người Brasil. Lần cuối cùng ông thi đấu cho Phnom Penh Crown tại Cambodian League năm 2014.